# Vùng phát triển của Romania

Tám vùng phát triển của Romania.

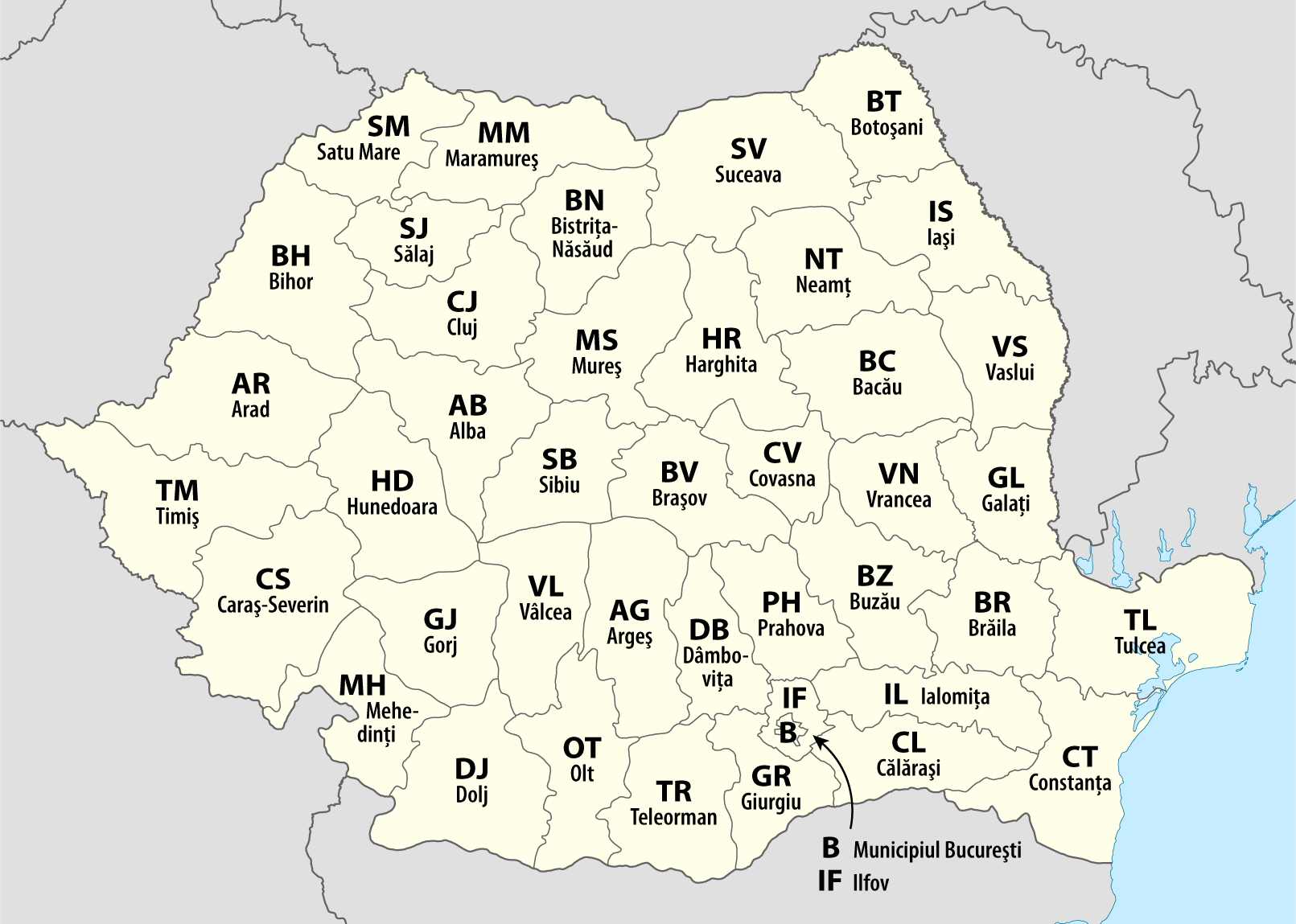
Các hạt của Romania.

Vùng phát triển của Romania (tiếng Romania: Regiunile de dezvoltare ale României) là các khu vực được thành lập vào năm 1998 nhằm giúp các tỉnh của Romania liên kết phát triển tốt hơn trong tiến trình tham gia Liên minh châu Âu. Tuy không phải là cấp hành chính địa phương chính thức, vùng phát triển của Romania được xác định là Các vùng cấp hai của Liên minh châu Âu. Cả nước Romania được chia thành tám vùng phát triển. Cứ hai vùng phát triển lại tạo thành một vùng vĩ mô (các vùng cấp một của Liên minh châu Âu).
Danh sách các vùng phát triển của Romania:
- RO1 – Vùng vĩ mô 1:
  - Nord-Vest (Tây bắc) – RO11; 6 hạt; 2.600.132 dân; 34.159 km2 (13.189 dặm vuông Anh)
  - Centru (Trung)– RO12; 6 hạt; 2.360.805 dân; 34.082 km2 (13.159 dặm vuông Anh)
- RO2 – Vùng vĩ mô 2:
  - Nord-Est (Đông bắc) – RO21; 6 hạt; 3.302.217 dân; 36.850 km2 (14.230 dặm vuông Anh)
  - Sud-Est (Đông nam) – RO22; 6 hạt; 2.545.923 dân; 35.762 km2 (13.808 dặm vuông Anh)
- RO3 – Vùng vĩ mô 3:
  - Sud  (Nam) – RO31; 7 hạt; 3.136.446 dân; 34.489 km2 (13.316 dặm vuông Anh)
  - București-Ilfov – RO32; Thủ đô Bucharest và hạt Ilfov; 2.272.163 dân; 1.811 km2 (699 dặm vuông Anh)
- RO4 – Vùng vĩ mô 4:
  - Sud-Vest (Tây nam)– RO41; 5 hạt; 2.075.642 dân; 29.212 km2 (11.279 dặm vuông Anh)
  - Vest (Tây) – RO42; 4 hạt; 1.828.313 dân; 32.028 km2 (12.366 dặm vuông Anh)